# Kollerup (parochie, Jammerbugt)
Kollerup was een parochie van de Deense Volkskerk in de Deense gemeente Jammerbugt. De parochie maakte deel uit van het bisdom Aalborg en telde 3493 kerkleden op een bevolking van 3830 (2007).
Historisch maakte de parochie deel uit van de herred Vester Han. De parochie werd in 1970 opgenomen in de nieuw gevormde gemeente Fjerritslev, die in 2007 opging in Jammerbugt.
In 2012 werd Kollerup samengevoegd met Fjerritslev tot de nieuwe parochie Kollerup-Fjerritslev.
Aaby · Alstrup · Bejstrup · Biersted · Brovst · Fjerritslev · Gjøl · Gøttrup · Haverslev · Hjortdal · Hune · Ingstrup · Jetsmark · Kettrup · Klim · Koldmose · Kollerup · Langeslund · Lerup · Øland · Øster Svenstrup · Saltum · Skræm · Torslev · Tranum · Vedsted · Vester Hjermitslev · Vester Torup · Vust